# 競輪場前駅 (富山県)
競輪場前駅（けいりんじょうまええき）は、富山県富山市岩瀬池田町にある、富山地方鉄道富山港線の駅である。駅番号はC38。

## 歴史
富山港線の増収を図った加藤博明富山機関区長の着想によってアンケートを実施した結果により当仮乗降場の開設が計画され、1959年（昭和34年）4月18日に金沢鉄道管理局設定の仮乗降場として開業した。その後、国鉄分割民営化に伴い、西日本旅客鉄道（JR西日本）に承継され、臨時駅に昇格し、1990年（平成2年）3月10日には営業キロが設定された。国鉄及び西日本旅客鉄道時代には富山競輪の開催日にのみ旅客取扱が行われていた。
富山港線の富山ライトレールへの経営移管に伴い、2006年（平成18年）3月1日をもって西日本旅客鉄道の駅としては廃止となった。その後、2006年（平成18年）4月29日に富山ライトレールの常設駅として再開業した。

### 年表
- 1959年（昭和34年）4月18日：競輪場前仮乗降場として金沢鉄道管理局の設定により開業する[3]。
- 1987年（昭和62年）4月1日：国鉄分割民営化により、西日本旅客鉄道（JR西日本）に承継され、同時に臨時駅となる[4][5]。
- 1990年（平成2年）3月10日：営業キロを設定する[4]。
- 1993年（平成5年）6月19日：待合室の改築工事が完了し、その完成式を挙行する[9]。
- 2006年（平成18年）
  - 3月1日：西日本旅客鉄道（JR西日本）の駅としては廃止となる[8]。
  - 4月29日：富山ライトレールの駅として再開業する[10]。
- 2020年（令和2年）2月22日：富山ライトレールが富山地方鉄道に吸収合併されることに伴い、富山地方鉄道の駅となる[11][12]。

## 駅構造
相対式ホーム2面1線を有する地上駅である。富山ライトレール経営移管以降は現在まで無人駅となっているが、西日本旅客鉄道時代には簡易委託駅として乗車券の発売を行っていた。
鉄骨平屋建42平米の待合室は1993年（平成5年）6月19日に完成したものである。それまで用いられていた待合室が老朽化したため、富山競輪場の施設所有者であった富山地所が事業主体となって改築に取り掛かった。総事業費は6,500万円で、そのうち2,500万円を富山市が負担した。

### のりば
| のりば | 路線      | 方向 | 行先       |
| ------ | --------- | ---- | ---------- |
| 1      | ■富山港線 | 下り | 岩瀬浜方面 |
| 2      | ■富山港線 | 上り | 富山駅方面 |

※同じ線路を用いるため、「方面別のりば」となっている。

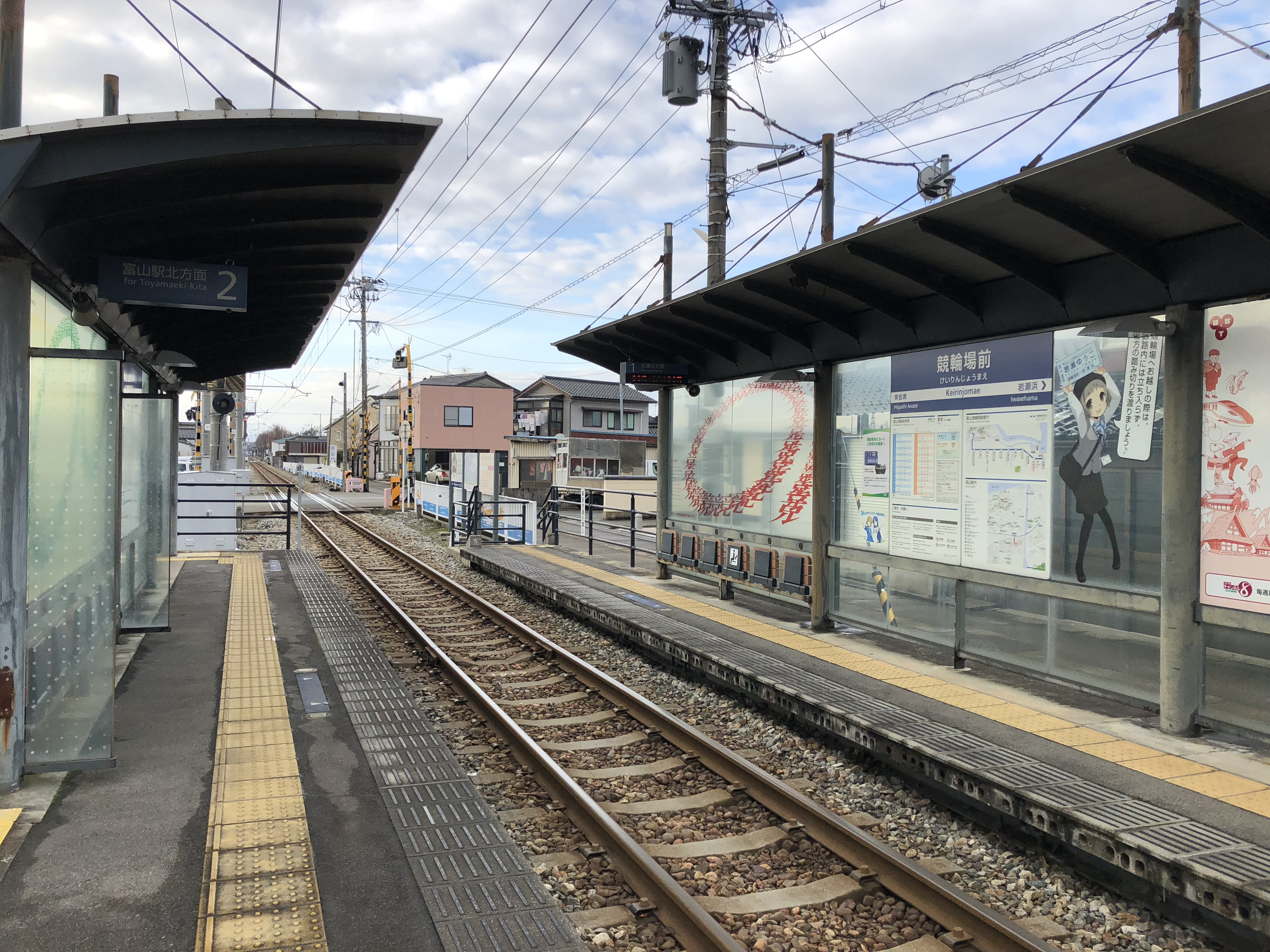
ホーム（2018年1月）
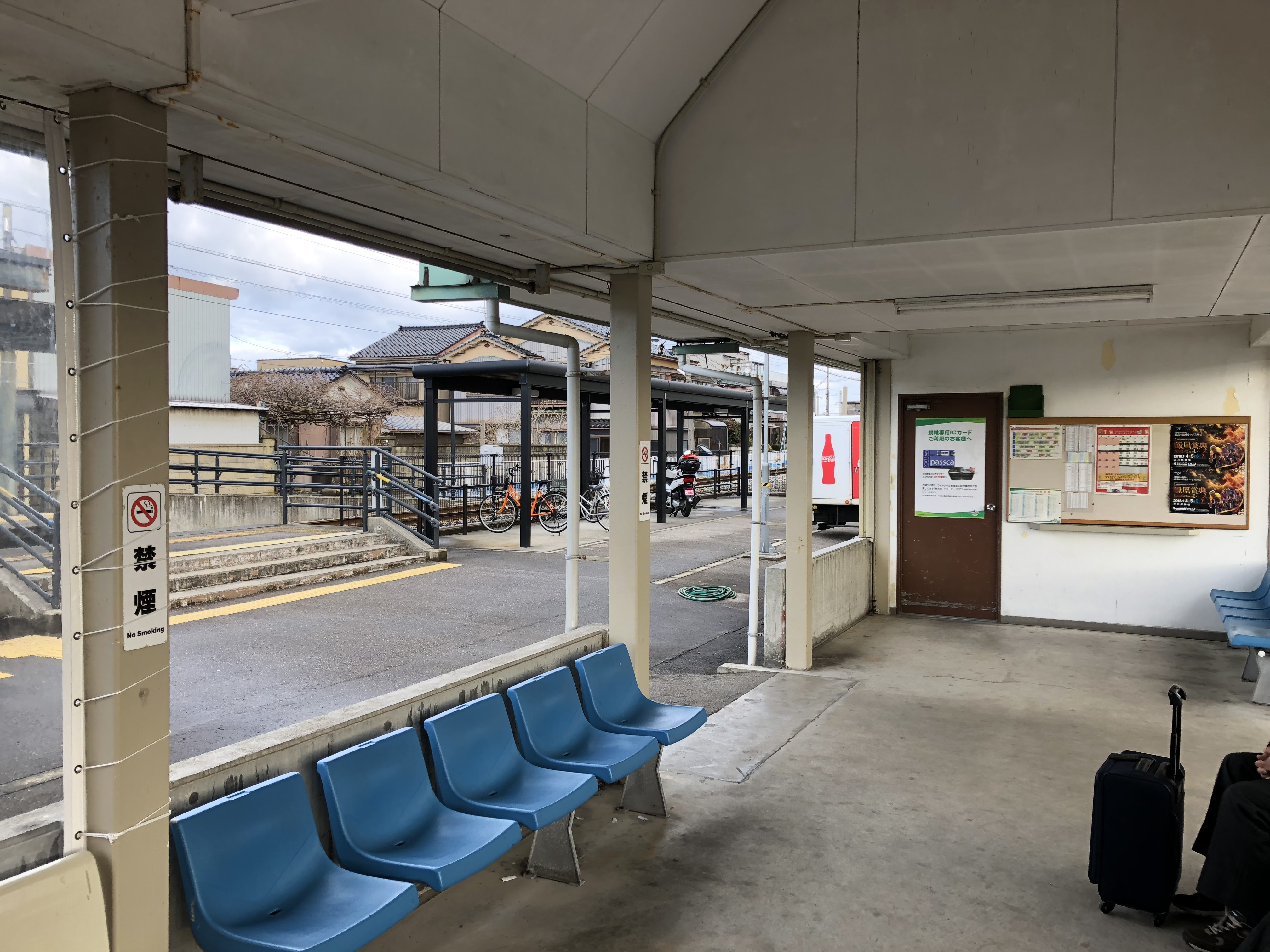
駅舎内（2018年1月）
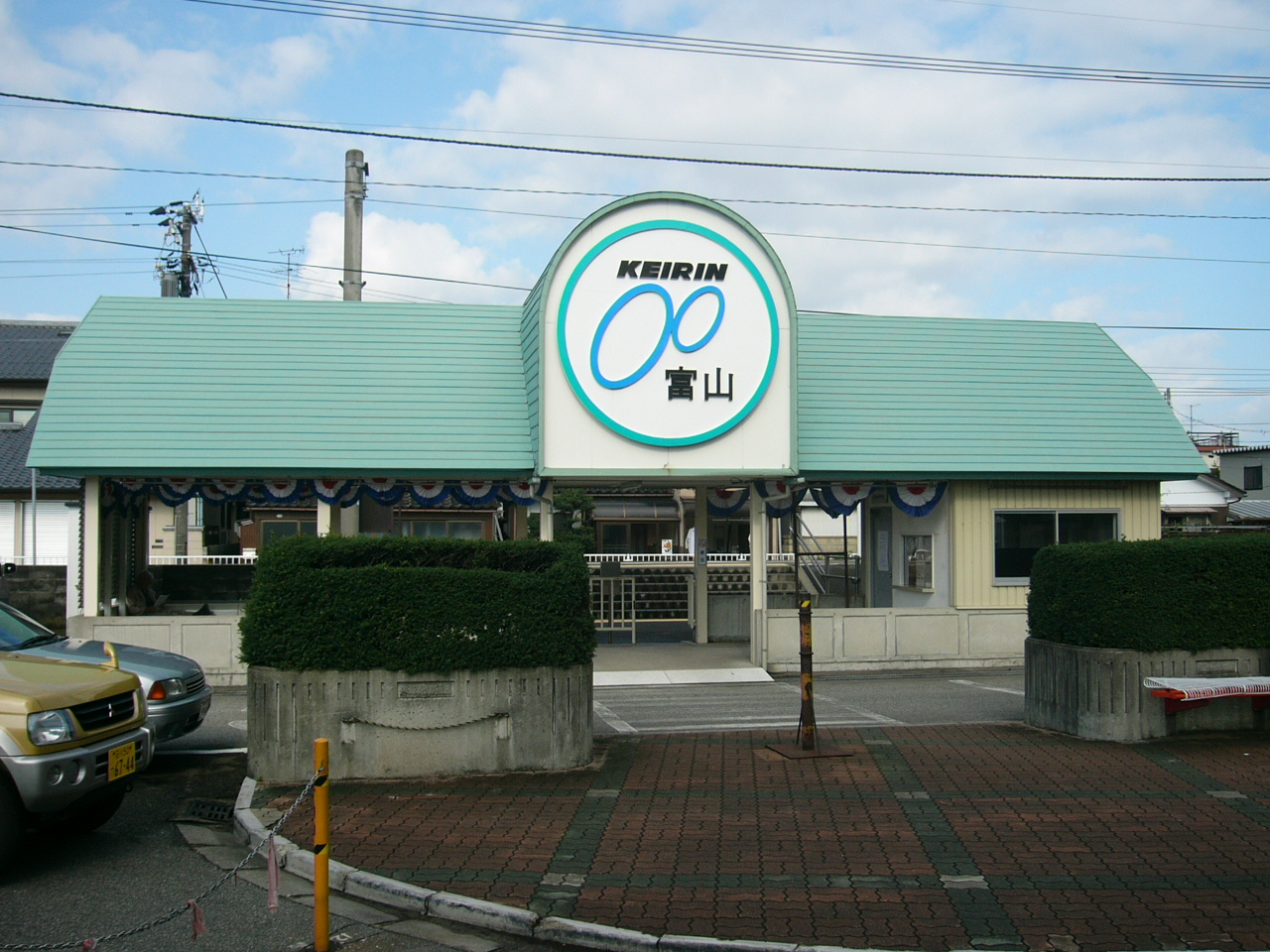
JR時代の競輪場前駅（2005年10月）

## 利用状況
『富山県統計年鑑』によると、当駅における各年度の一日平均乗車人員は以下の通りであった。
| 年度               | 一日平均 乗車人員 |
| ------------------ | ----------------- |
| 2005年（平成17年） | 52                |
| 2004年（平成16年） | 41                |
| 2003年（平成15年） | 32                |
| 2002年（平成14年） | 39                |
| 2001年（平成13年） | 44                |
| 2000年（平成12年） | 53                |
| 1999年（平成11年） | 53                |
| 1998年（平成10年） | 49                |
| 1997年（平成9年）  | 51                |

## 駅周辺
- 富山競輪場
- 岩瀬諏訪神社
- 富山県道1号線
- 岩瀬運河

## 隣の駅
富山地方鉄道
■富山港線
東岩瀬駅 (C37) - 競輪場前駅 (C38) - 岩瀬浜駅 (C39)